# Oxyscelio magniclavus
Oxyscelio magniclavus är en stekelart som först beskrevs av Alan Parkhurst Dodd 1914.  Oxyscelio magniclavus ingår i släktet Oxyscelio och familjen Scelionidae. Inga underarter finns listade i Catalogue of Life.